# Camille Huysmans
Camille Huysmans (Bilzen, 26 de maio de 1871 — Anvers, 25 de fevereiro de 1968) foi um político da Bélgica. Ocupou o lugar de primeiro-ministro da Bélgica de 3 de Agosto de 1946 a 20 de Março de 1947.